# Metropolitan Area Network
Metropolitní síť, zkráceně MAN (Metropolitan Area Network) (například internet) je rozlehlá počítačová síť, obvykle zasazená do města. Metropolitní síť je technicky několik menších podsítí pospojovaných navzájem. Propojení se provádí většinou přes Wi-Fi nebo lze použít Ronju či optické vlákno.
Metropolitní síť je optimalizována pro větší zeměpisnou oblast než je LAN, v rozsahu od několika bloků budov až po celá města. Metropolitní síť je obvykle využívána jednotlivci a organizacemi.
Normalizovaná metropolitní síť existuje jedna:
- protokol Distributed Queue Dual Bus (DQDB) (IEEE 802.6)

DQDB je založen na koncepci ATM – používá 53oktetové buňky, přičemž mezi komunikujícími stranami musí být vytvořeno virtuální spojení. DQDB používá sběrnicovou topologii: dvě protisměrné nezávisle pracující sběrnice, každá podporuje přenos v jednom směru. Přerušení média může být izolováno bez přerušení sítě.